# Csehország településeinek listája N–Ř
Csehország településeinek listája az ország háromszintű közigazgatási rendszerében a legalsó szintű, a kerületeket alkotó járások felosztásával kialakított közigazgatási egységeket sorolja fel a Cseh Statisztikai Hivatal hivatalos településnévtára alapján. A magyar betűrend szerint felsorolt név mellett zárójelben feltüntettük a közigazgatási egység típusát (város – město; mezőváros – městys; község – obec; katonai terület – vojenský újezd), továbbá a járás nevét, amelynek az adott község beosztott egysége.

## N
- Nabočany (község, Chrudimi j.)
- Načeradec (mezőváros, Benešovi j.)
- Načešice (község, Chrudimi j.)
- Náchod (város, Náchodi j.)
- Nadějkov (község, Tábori j.)
- Nadějov (község, Jihlavai j.)
- Nadryby (község, Észak-plzeňi j.)
- Nahořany (község, Náchodi j.)
- Nahošovice (község, Přerovi j.)
- Náklo (község, Olomouci j.)
- Nákří (község, České Budějovice-i j.)
- Naloučany (község, Třebíči j.)
- Nalžovice (község, Příbrami j.)
- Nalžovské Hory (város, Klatovyi j.)
- Náměšť na Hané (mezőváros, Olomouci j.)
- Náměšť nad Oslavou (város, Třebíči j.)
- Napajedla (város, Zlíni j.)
- Nárameč (község, Třebíči j.)
- Narysov (község, Příbrami j.)
- Nasavrky (város, Chrudimi j.)
- Nasavrky (község, Tábori j.)
- Nasavrky (község, Ústí nad Orlicí-i j.)
- Násedlovice (község, Hodoníni j.)
- Našiměřice (község, Znojmói j.)
- Návojná (község, Zlíni j.)
- Návsí (község, Frýdek-místeki j.)
- Nebahovy (község, Prachaticei j.)
- Nebanice (község, Chebi j.)
- Nebílovy (község, Dél-plzeňi j.)
- Nebovidy (község, Brno-vidéki j.)
- Nebovidy (község, Kolíni j.)
- Nebřehovice (község, Strakonicei j.)
- Nebužely (község, Mělníki j.)
- Nechanice (város, Hradec Králové-i j.)
- Nechvalice (község, Příbrami j.)
- Nechvalín (község, Hodoníni j.)
- Nečín (község, Příbrami j.)
- Nečtiny (község, Észak-plzeňi j.)
- Nedabyle (község, České Budějovice-i j.)
- Nedachlebice (község, Uherské Hradiště-i j.)
- Nedakonice (község, Uherské Hradiště-i j.)
- Nedašov (község, Zlíni j.)
- Nedašova Lhota (község, Zlíni j.)
- Neděliště (község, Hradec Králové-i j.)
- Nedomice (község, Mělníki j.)
- Nedrahovice (község, Příbrami j.)
- Nedvědice (mezőváros, Brno-vidéki j.)
- Nedvězí (község, Svitavyi j.)
- Nehodiv (község, Klatovyi j.)
- Nehvizdy (mezőváros, Kelet-prágai j.)
- Nejdek (város, Karlovy Vary-i j.)
- Nejepín (község, Havlíčkův Brod-i j.)
- Nekmíř (község, Észak-plzeňi j.)
- Nekoř (község, Ústí nad Orlicí-i j.)
- Nekvasovy (község, Dél-plzeňi j.)
- Nelahozeves (község, Mělníki j.)
- Nelepeč-Žernůvka (község, Brno-vidéki j.)
- Nelešovice (község, Přerovi j.)
- Nemanice (község, Domažlicei j.)
- Němčany (község, Vyškovi j.)
- Němčice (község, Blanskói j.)
- Němčice (község, Domažlicei j.)
- Němčice (község, Kolíni j.)
- Němčice (község, Kroměříži j.)
- Němčice (község, Mladá Boleslav-i j.)
- Němčice (község, Pardubicei j.)
- Němčice (község, Prachaticei j.)
- Němčice (község, Strakonicei j.)
- Němčice (község, Svitavyi j.)
- Němčice nad Hanou (város, Prostějovi j.)
- Němčičky (község, Břeclavi j.)
- Němčičky (község, Brno-vidéki j.)
- Němčičky (község, Znojmói j.)
- Němčovice (község, Rokycanyi j.)
- Němětice (község, Strakonicei j.)
- Nemile (község, Šumperki j.)
- Nemochovice (község, Vyškovi j.)
- Nemojany (község, Vyškovi j.)
- Nemojov (község, Trutnovi j.)
- Nemotice (község, Vyškovi j.)
- Nemyčeves (község, Jičíni j.)
- Nemyšl (község, Tábori j.)
- Nemyslovice (község, Mladá Boleslav-i j.)
- Nenačovice (község, Berouni j.)
- Nenkovice (község, Hodoníni j.)
- Neplachov (község, České Budějovice-i j.)
- Neplachovice (község, Opavai j.)
- Nepolisy (község, Hradec Králové-i j.)
- Nepoměřice (község, Kutná Hora-i j.)
- Nepomuk (város, Dél-plzeňi j.)
- Nepomuk (község, Příbrami j.)
- Nepomyšl (mezőváros, Lounyi j.)
- Nepřevázka (község, Mladá Boleslav-i j.)
- Neprobylice (község, Kladnói j.)
- Neratov (község, Pardubicei j.)
- Neratovice (város, Mělníki j.)
- Nerestce (község, Píseki j.)
- Neslovice (község, Brno-vidéki j.)
- Nesovice (község, Vyškovi j.)
- Nespeky (község, Benešovi j.)
- Nestrašovice (község, Příbrami j.)
- Nesuchyně (község, Rakovníki j.)
- Nesvačilka (község, Brno-vidéki j.)
- Nesvačily (község, Berouni j.)
- Netín (község, Žďár nad Sázavou-i j.)
- Netolice (város, Prachaticei j.)
- Netřebice (község, Český Krumlov-i j.)
- Netřebice (község, Nymburki j.)
- Netunice (község, Dél-plzeňi j.)
- Netvořice (mezőváros, Benešovi j.)
- Neubuz (község, Zlíni j.)
- Neuměř (község, Domažlicei j.)
- Neuměřice (község, Kladnói j.)
- Neumětely (község, Berouni j.)
- Neurazy (község, Dél-plzeňi j.)
- Neustupov (mezőváros, Benešovi j.)
- Nevcehle (község, Jihlavai j.)
- Neveklov (város, Benešovi j.)
- Neveklovice (község, Mladá Boleslav-i j.)
- Nevězice (község, Píseki j.)
- Nevid (község, Rokycanyi j.)
- Nevojice (község, Vyškovi j.)
- Nevolice (község, Domažlicei j.)
- Nevratice (község, Jičíni j.)
- Nevřeň (község, Észak-plzeňi j.)
- Nezabudice (község, Rakovníki j.)
- Nezabylice (község, Chomutovi j.)
- Nezamyslice (község, Klatovyi j.)
- Nezamyslice (mezőváros, Prostějovi j.)
- Nezbavětice (község, Plzeň városi j.)
- Nezdenice (község, Uherské Hradiště-i j.)
- Nezdice (község, Dél-plzeňi j.)
- Nezdice na Šumavě (község, Klatovyi j.)
- Nezdřev (község, Dél-plzeňi j.)
- Nezvěstice (község, Plzeň városi j.)
- Nicov (község, Prachaticei j.)
- Nihošovice (község, Strakonicei j.)
- Níhov (község, Brno-vidéki j.)
- Nikolčice (község, Břeclavi j.)
- Niměřice (község, Mladá Boleslav-i j.)
- Nimpšov (község, Třebíči j.)
- Nišovice (község, Strakonicei j.)
- Nítkovice (község, Kroměříži j.)
- Niva (község, Prostějovi j.)
- Nivnice (község, Uherské Hradiště-i j.)
- Nižbor (község, Berouni j.)
- Nížkov (község, Žďár nad Sázavou-i j.)
- Nížkovice (község, Vyškovi j.)
- Nižní Lhoty (község, Frýdek-místeki j.)
- Norberčany (község, Olomouci j.)
- Nosálov (község, Mělníki j.)
- Nosislav (mezőváros, Brno-vidéki j.)
- Nošovice (község, Frýdek-místeki j.)
- Nová Buková (község, Pelhřimovi j.)
- Nová Bystřice (város, Jindřichův Hradec-i j.)
- Nová Cerekev (mezőváros, Pelhřimovi j.)
- Nová Dědina (község, Kroměříži j.)
- Nová Hradečná (község, Olomouci j.)
- Nová Lhota (község, Hodoníni j.)
- Nová Olešná (község, Jindřichův Hradec-i j.)
- Nová Paka (város, Jičíni j.)
- Nová Pec (község, Prachaticei j.)
- Nová Pláň (község, Bruntáli j.)
- Nová Říše (mezőváros, Jihlavai j.)
- Nová Role (város, Karlovy Vary-i j.)
- Nová Sídla (község, Svitavyi j.)
- Nová Telib (község, Mladá Boleslav-i j.)
- Nová Včelnice (város, Jindřichův Hradec-i j.)
- Nová Ves (község, Brno-vidéki j.)
- Nová Ves (község, České Budějovice-i j.)
- Nová Ves (község, Český Krumlov-i j.)
- Nová Ves (község, Dél-plzeňi j.)
- Nová Ves (község, Domažlicei j.)
- Nová Ves (község, Kelet-prágai j.)
- Nová Ves (község, Libereci j.)
- Nová Ves (község, Lounyi j.)
- Nová Ves (község, Mělníki j.)
- Nová Ves (község, Rychnov nad Kněžnou-i j.)
- Nová Ves (község, Sokolovi j.)
- Nová Ves (község, Strakonicei j.)
- Nová Ves (község, Třebíči j.)
- Nová Ves (község, Žďár nad Sázavou-i j.)
- Nová Ves I (község, Kolíni j.)
- Nová Ves nad Lužnicí (község, Jindřichův Hradec-i j.)
- Nová Ves nad Nisou (község, Jablonec nad Nisou-i j.)
- Nová Ves nad Popelkou (község, Semilyi j.)
- Nová Ves pod Pleší (község, Příbrami j.)
- Nová Ves u Bakova (község, Mladá Boleslav-i j.)
- Nová Ves u Chotěboře (község, Havlíčkův Brod-i j.)
- Nová Ves u Chýnova (község, Tábori j.)
- Nová Ves u Jarošova (község, Svitavyi j.)
- Nová Ves u Leštiny (község, Havlíčkův Brod-i j.)
- Nová Ves u Mladé Vožice (község, Tábori j.)
- Nová Ves u Nového Města na Moravě (község, Žďár nad Sázavou-i j.)
- Nová Ves u Světlé (község, Havlíčkův Brod-i j.)
- Nová Ves v Horách (község, Mosti j.)
- Nové Bránice (község, Brno-vidéki j.)
- Nové Dvory (mezőváros, Kutná Hora-i j.)
- Nové Dvory (község, Litoměřicei j.)
- Nové Dvory (község, Příbrami j.)
- Nové Dvory (község, Žďár nad Sázavou-i j.)
- Nové Hamry (község, Karlovy Vary-i j.)
- Nové Heřminovy (község, Bruntáli j.)
- Nové Hrady (város, České Budějovice-i j.)
- Nové Hrady (község, Ústí nad Orlicí-i j.)
- Nové Hutě (község, Prachaticei j.)
- Nové Lublice (község, Opavai j.)
- Nové Město (község, Hradec Králové-i j.)
- Nové Město na Moravě (város, Žďár nad Sázavou-i j.)
- Nové Město nad Metují (város, Náchodi j.)
- Nové Město pod Smrkem (város, Libereci j.)
- Nové Mitrovice (község, Dél-plzeňi j.)
- Nové Sady (község, Vyškovi j.)
- Nové Sady (község, Žďár nad Sázavou-i j.)
- Nové Sedlice (község, Opavai j.)
- Nové Sedlo (község, Lounyi j.)
- Nové Sedlo (város, Sokolovi j.)
- Nové Strašecí (város, Rakovníki j.)
- Nové Syrovice (község, Třebíči j.)
- Nové Veselí (mezőváros, Žďár nad Sázavou-i j.)
- Noviny pod Ralskem (község, Česká Lípa-i j.)
- Novosedlice (község, Teplicei j.)
- Novosedly (község, Břeclavi j.)
- Novosedly (község, Strakonicei j.)
- Novosedly nad Nežárkou (község, Jindřichův Hradec-i j.)
- Nový Bor (város, Česká Lípa-i j.)
- Nový Bydžov (város, Hradec Králové-i j.)
- Nový Dům (község, Rakovníki j.)
- Nový Dvůr (község, Nymburki j.)
- Nový Hrádek (mezőváros, Náchodi j.)
- Nový Hrozenkov (mezőváros, Vsetíni j.)
- Nový Jáchymov (község, Berouni j.)
- Nový Jičín (város, Nový Jičín-i j.)
- Nový Jimramov (község, Žďár nad Sázavou-i j.)
- Nový Knín (város, Příbrami j.)
- Nový Kostel (község, Chebi j.)
- Nový Kramolín (község, Domažlicei j.)
- Nový Malín (község, Šumperki j.)
- Nový Oldřichov (község, Česká Lípa-i j.)
- Nový Ples (község, Náchodi j.)
- Nový Poddvorov (község, Hodoníni j.)
- Nový Přerov (község, Břeclavi j.)
- Nový Rychnov (mezőváros, Pelhřimovi j.)
- Nový Šaldorf-Sedlešovice (község, Znojmói j.)
- Nový Telečkov (község, Třebíči j.)
- Nový Vestec (község, Kelet-prágai j.)
- Nučice (község, Kelet-prágai j.)
- Nučice (község, Nyugat-prágai j.)
- Nupaky (község, Kelet-prágai j.)
- Nýdek (község, Frýdek-místeki j.)
- Nyklovice (község, Žďár nad Sázavou-i j.)
- Nymburk (város, Nymburki j.)
- Nýřany (város, Észak-plzeňi j.)
- Nýrov (község, Blanskói j.)
- Nýrsko (város, Klatovyi j.)

## O
- Občov (község, Příbrami j.)
- Obecnice (község, Příbrami j.)
- Obědkovice (község, Prostějovi j.)
- Obědovice (község, Hradec Králové-i j.)
- Obora (község, Blanskói j.)
- Obora (község, Észak-plzeňi j.)
- Obora (község, Lounyi j.)
- Obora (község, Tachovi j.)
- Obořiště (község, Příbrami j.)
- Oborná (község, Bruntáli j.)
- Obory (község, Příbrami j.)
- Obrataň (község, Pelhřimovi j.)
- Obříství (község, Mělníki j.)
- Obrnice (község, Mosti j.)
- Obrubce (község, Mladá Boleslav-i j.)
- Obruby (község, Mladá Boleslav-i j.)
- Obyčtov (község, Žďár nad Sázavou-i j.)
- Obytce (község, Klatovyi j.)
- Očelice (község, Rychnov nad Kněžnou-i j.)
- Ochoz (község, Prostějovi j.)
- Ochoz u Brna (község, Brno-vidéki j.)
- Ochoz u Tišnova (község, Brno-vidéki j.)
- Očihov (község, Lounyi j.)
- Ocmanice (község, Třebíči j.)
- Odolena Voda (város, Kelet-prágai j.)
- Odrava (község, Chebi j.)
- Odřepsy (község, Nymburki j.)
- Odrovice (község, Brno-vidéki j.)
- Odry (város, Nový Jičín-i j.)
- Odunec (község, Třebíči j.)
- Ohaře (község, Kolíni j.)
- Ohařice (község, Jičíni j.)
- Ohaveč (község, Jičíni j.)
- Ohníč (község, Teplicei j.)
- Ohnišov (község, Rychnov nad Kněžnou-i j.)
- Ohnišťany (község, Hradec Králové-i j.)
- Ohrazenice (község, Příbrami j.)
- Ohrazenice (község, Semilyi j.)
- Ohrobec (község, Nyugat-prágai j.)
- Ohrozim (község, Prostějovi j.)
- Okarec (község, Třebíči j.)
- Okna (község, Česká Lípa-i j.)
- Okoř (község, Nyugat-prágai j.)
- Okounov (község, Chomutovi j.)
- Okřesaneč (község, Kutná Hora-i j.)
- Okřešice (község, Třebíči j.)
- Okřínek (község, Nymburki j.)
- Okříšky (mezőváros, Třebíči j.)
- Okrouhlá (község, Blanskói j.)
- Okrouhlá (község, Česká Lípa-i j.)
- Okrouhlá (község, Chebi j.)
- Okrouhlá (község, Píseki j.)
- Okrouhlá Radouň (község, Jindřichův Hradec-i j.)
- Okrouhlice (község, Havlíčkův Brod-i j.)
- Okrouhlička (község, Havlíčkův Brod-i j.)
- Okrouhlo (község, Nyugat-prágai j.)
- Olbramice (község, Olomouci j.)
- Olbramice (község, Ostrava városi j.)
- Olbramkostel (mezőváros, Znojmói j.)
- Olbramov (község, Tachovi j.)
- Olbramovice (község, Benešovi j.)
- Olbramovice (mezőváros, Znojmói j.)
- Oldřichov (község, Přerovi j.)
- Oldřichov (község, Tábori j.)
- Oldřichov v Hájích (község, Libereci j.)
- Oldřichovice (község, Zlíni j.)
- Oldřiš (község, Svitavyi j.)
- Oldřišov (község, Opavai j.)
- Oleksovice (mezőváros, Znojmói j.)
- Olešenka (község, Havlíčkův Brod-i j.)
- Oleška (község, Kelet-prágai j.)
- Oleško (község, Litoměřicei j.)
- Olešná (község, Berouni j.)
- Olešná (község, Havlíčkův Brod-i j.)
- Olešná (község, Pelhřimovi j.)
- Olešná (község, Píseki j.)
- Olešná (község, Rakovníki j.)
- Olešnice (város, Blanskói j.)
- Olešnice (község, České Budějovice-i j.)
- Olešnice (község, Hradec Králové-i j.)
- Olešnice (község, Rychnov nad Kněžnou-i j.)
- Olešnice (község, Semilyi j.)
- Olešnice v Orlických horách (község, Rychnov nad Kněžnou-i j.)
- Olešník (község, České Budějovice-i j.)
- Olomouc (város, Olomouci j.)
- Olomučany (község, Blanskói j.)
- Oloví (város, Sokolovi j.)
- Olovnice (község, Mělníki j.)
- Olšany (község, Jihlavai j.)
- Olšany (község, Klatovyi j.)
- Olšany (község, Šumperki j.)
- Olšany (község, Vyškovi j.)
- Olšany u Prostějova (község, Prostějovi j.)
- Olší (község, Brno-vidéki j.)
- Olší (község, Jihlavai j.)
- Olšovec (község, Přerovi j.)
- Olšovice (község, Prachaticei j.)
- Omice (község, Brno-vidéki j.)
- Omlenice (község, Český Krumlov-i j.)
- Ondratice (község, Prostějovi j.)
- Ondřejov (község, Kelet-prágai j.)
- Ondřejov (község, Pelhřimovi j.)
- Onomyšl (község, Kutná Hora-i j.)
- Onšov (község, Pelhřimovi j.)
- Onšov (község, Znojmói j.)
- Opařany (község, Tábori j.)
- Opatov (község, Jihlavai j.)
- Opatov (község, Svitavyi j.)
- Opatov (mezőváros, Třebíči j.)
- Opatovec (község, Svitavyi j.)
- Opatovice (község, Brno-vidéki j.)
- Opatovice (község, Přerovi j.)
- Opatovice I (község, Kutná Hora-i j.)
- Opatovice nad Labem (község, Pardubicei j.)
- Opava (város, Opavai j.)
- Oplany (község, Kelet-prágai j.)
- Oplocany (község, Přerovi j.)
- Oplot (község, Dél-plzeňi j.)
- Opočnice (község, Nymburki j.)
- Opočno (község, Lounyi j.)
- Opočno (város, Rychnov nad Kněžnou-i j.)
- Opolany (község, Nymburki j.)
- Oponešice (község, Třebíči j.)
- Oprostovice (község, Přerovi j.)
- Oráčov (község, Rakovníki j.)
- Ořech (község, Nyugat-prágai j.)
- Ořechov (község, Brno-vidéki j.)
- Ořechov (község, Jihlavai j.)
- Ořechov (község, Uherské Hradiště-i j.)
- Ořechov (község, Žďár nad Sázavou-i j.)
- Orel (község, Chrudimi j.)
- Orlické Podhůří (község, Ústí nad Orlicí-i j.)
- Orlické Záhoří (község, Rychnov nad Kněžnou-i j.)
- Orličky (község, Ústí nad Orlicí-i j.)
- Orlík nad Vltavou (község, Píseki j.)
- Orlová (város, Karvinái j.)
- Orlovice (község, Vyškovi j.)
- Osečany (község, Příbrami j.)
- Oseček (község, Nymburki j.)
- Osečná (város, Libereci j.)
- Osečnice (község, Rychnov nad Kněžnou-i j.)
- Osek (község, Berouni j.)
- Osek (község, Jičíni j.)
- Osek (község, Píseki j.)
- Osek (község, Rokycanyi j.)
- Osek (község, Strakonicei j.)
- Osek (város, Teplicei j.)
- Osek nad Bečvou (község, Přerovi j.)
- Oselce (község, Dél-plzeňi j.)
- Ošelín (község, Tachovi j.)
- Osice (község, Hradec Králové-i j.)
- Osíčko (község, Kroměříži j.)
- Osičky (község, Hradec Králové-i j.)
- Osík (község, Svitavyi j.)
- Osiky (község, Brno-vidéki j.)
- Oskava (község, Šumperki j.)
- Oskořínek (község, Nymburki j.)
- Oslavany (város, Brno-vidéki j.)
- Oslavice (község, Žďár nad Sázavou-i j.)
- Oslavička (község, Žďár nad Sázavou-i j.)
- Oslnovice (község, Znojmói j.)
- Oslov (község, Píseki j.)
- Osoblaha (község, Bruntáli j.)
- Osov (község, Berouni j.)
- Osová Bítýška (község, Žďár nad Sázavou-i j.)
- Osové (község, Žďár nad Sázavou-i j.)
- Ostašov (község, Třebíči j.)
- Ostopovice (község, Brno-vidéki j.)
- Ostrá (község, Nymburki j.)
- Ostrata (község, Zlíni j.)
- Ostrava (város, Ostrava városi j.)
- Ostravice (község, Frýdek-místeki j.)
- Ostředek (község, Benešovi j.)
- Ostřešany (község, Pardubicei j.)
- Ostřetice (község, Klatovyi j.)
- Ostřetín (község, Pardubicei j.)
- Ostrolovský Újezd (község, České Budějovice-i j.)
- Ostroměř (község, Jičíni j.)
- Ostrov (község, Benešovi j.)
- Ostrov (község, Chrudimi j.)
- Ostrov (község, Havlíčkův Brod-i j.)
- Ostrov (város, Karlovy Vary-i j.)
- Ostrov (község, Příbrami j.)
- Ostrov (község, Ústí nad Orlicí-i j.)
- Ostrov nad Oslavou (mezőváros, Žďár nad Sázavou-i j.)
- Ostrov u Bezdružic (község, Észak-plzeňi j.)
- Ostrov u Macochy (mezőváros, Blanskói j.)
- Ostrovačice (mezőváros, Brno-vidéki j.)
- Ostrovánky (község, Hodoníni j.)
- Ostrovec (község, Píseki j.)
- Ostrovec-Lhotka (község, Rokycanyi j.)
- Ostrožská Lhota (község, Uherské Hradiště-i j.)
- Ostrožská Nová Ves (község, Uherské Hradiště-i j.)
- Ostružná (község, Jeseníki j.)
- Ostružno (község, Jičíni j.)
- Osvětimany (mezőváros, Uherské Hradiště-i j.)
- Osvračín (község, Domažlicei j.)
- Otaslavice (község, Prostějovi j.)
- Otěšice (község, Dél-plzeňi j.)
- Otice (község, Opavai j.)
- Otín (község, Jihlavai j.)
- Otín (község, Žďár nad Sázavou-i j.)
- Otinoves (község, Prostějovi j.)
- Otmarov (község, Brno-vidéki j.)
- Otmíče (község, Berouni j.)
- Otnice (község, Vyškovi j.)
- Otov (község, Domažlicei j.)
- Otovice (község, Karlovy Vary-i j.)
- Otovice (község, Náchodi j.)
- Otradov (község, Chrudimi j.)
- Otročín (község, Karlovy Vary-i j.)
- Otročiněves (község, Berouni j.)
- Otrokovice (város, Zlíni j.)
- Otvice (község, Chomutovi j.)
- Otvovice (község, Kladnói j.)
- Ouběnice (község, Příbrami j.)
- Oucmanice (község, Ústí nad Orlicí-i j.)
- Oudoleň (község, Havlíčkův Brod-i j.)
- Ovčáry (község, Kolíni j.)
- Ovčáry (község, Mělníki j.)
- Ovesná Lhota (község, Havlíčkův Brod-i j.)
- Ovesné Kladruby (község, Chebi j.)
- Oznice (község, Vsetíni j.)

## P
- Paběnice (község, Kutná Hora-i j.)
- Pačejov (község, Klatovyi j.)
- Paceřice (község, Libereci j.)
- Pacetluky (község, Kroměříži j.)
- Pačlavice (község, Kroměříži j.)
- Pacov (város, Pelhřimovi j.)
- Páleč (község, Kladnói j.)
- Palkovice (község, Frýdek-místeki j.)
- Palonín (község, Šumperki j.)
- Pálovice (község, Třebíči j.)
- Pamětice (község, Blanskói j.)
- Panenská Rozsíčka (község, Jihlavai j.)
- Panenské Břežany (község, Kelet-prágai j.)
- Panenský Týnec (mezőváros, Lounyi j.)
- Panoší Újezd (község, Rakovníki j.)
- Panské Dubenky (község, Jihlavai j.)
- Paračov (község, Strakonicei j.)
- Pardubice (város, Pardubicei j.)
- Pařezov (község, Domažlicei j.)
- Paršovice (község, Přerovi j.)
- Partutovice (község, Přerovi j.)
- Pasečnice (község, Domažlicei j.)
- Paseka (község, Olomouci j.)
- Paseky (község, Píseki j.)
- Paseky nad Jizerou (község, Semilyi j.)
- Pašinka (község, Kolíni j.)
- Paskov (város, Frýdek-místeki j.)
- Pasohlávky (község, Brno-vidéki j.)
- Pašovice (község, Uherské Hradiště-i j.)
- Pastuchovice (község, Észak-plzeňi j.)
- Pastviny (község, Ústí nad Orlicí-i j.)
- Pátek (község, Nymburki j.)
- Patokryje (község, Mosti j.)
- Pavlice (község, Znojmói j.)
- Pavlíkov (mezőváros, Rakovníki j.)
- Pavlínov (község, Žďár nad Sázavou-i j.)
- Pavlov (község, Břeclavi j.)
- Pavlov (község, Havlíčkův Brod-i j.)
- Pavlov (község, Jihlavai j.)
- Pavlov (község, Kladnói j.)
- Pavlov (község, Pelhřimovi j.)
- Pavlov (község, Šumperki j.)
- Pavlov (község, Žďár nad Sázavou-i j.)
- Pavlovice (község, Benešovi j.)
- Pavlovice u Kojetína (község, Prostějovi j.)
- Pavlovice u Přerova (község, Přerovi j.)
- Pazderna (község, Frýdek-místeki j.)
- Pchery (község, Kladnói j.)
- Pec (község, Domažlicei j.)
- Peč (község, Jindřichův Hradec-i j.)
- Pec pod Sněžkou (város, Trutnovi j.)
- Pečice (község, Příbrami j.)
- Pěčice (község, Mladá Boleslav-i j.)
- Pěčín (község, Rychnov nad Kněžnou-i j.)
- Pecka (mezőváros, Jičíni j.)
- Pečky (város, Kolíni j.)
- Pěčnov (község, Prachaticei j.)
- Pelechy (község, Domažlicei j.)
- Pelhřimov (város, Pelhřimovi j.)
- Pěnčín (község, Jablonec nad Nisou-i j.)
- Pěnčín (község, Libereci j.)
- Pěnčín (község, Prostějovi j.)
- Perálec (község, Chrudimi j.)
- Peřimov (község, Semilyi j.)
- Perná (község, Břeclavi j.)
- Pernarec (község, Észak-plzeňi j.)
- Pernink (község, Karlovy Vary-i j.)
- Pernštejnské Jestřabí (község, Brno-vidéki j.)
- Perštejn (község, Chomutovi j.)
- Pertoltice (község, Kutná Hora-i j.)
- Pertoltice (község, Libereci j.)
- Pertoltice pod Ralskem (község, Česká Lípa-i j.)
- Peruc (mezőváros, Lounyi j.)
- Pesvice (község, Chomutovi j.)
- Pětihosty (község, Kelet-prágai j.)
- Pětikozly (község, Mladá Boleslav-i j.)
- Pětipsy (község, Chomutovi j.)
- Petkovy (község, Mladá Boleslav-i j.)
- Petráveč (község, Žďár nad Sázavou-i j.)
- Petříkov (község, České Budějovice-i j.)
- Petříkov (község, Kelet-prágai j.)
- Petrohrad (község, Lounyi j.)
- Petroupim (község, Benešovi j.)
- Petrov (község, Blanskói j.)
- Petrov (község, Hodoníni j.)
- Petrov (község, Nyugat-prágai j.)
- Petrov nad Desnou (község, Šumperki j.)
- Petrovice (község, Blanskói j.)
- Petrovice (község, Bruntáli j.)
- Petrovice (község, Hradec Králové-i j.)
- Petrovice (község, Příbrami j.)
- Petrovice (község, Rakovníki j.)
- Petrovice (község, Třebíči j.)
- Petrovice (község, Ústí nad Labem-i j.)
- Petrovice (község, Ústí nad Orlicí-i j.)
- Petrovice (község, Znojmói j.)
- Petrovice I (község, Kutná Hora-i j.)
- Petrovice II (község, Kutná Hora-i j.)
- Petrovice u Karviné (község, Karvinái j.)
- Petrovice u Sušice (község, Klatovyi j.)
- Petrovičky (község, Jičíni j.)
- Petrůvka (község, Zlíni j.)
- Petrůvky (község, Třebíči j.)
- Petřvald (város, Karvinái j.)
- Petřvald (község, Nový Jičín-i j.)
- Pičín (község, Příbrami j.)
- Pikárec (község, Žďár nad Sázavou-i j.)
- Pila (község, Karlovy Vary-i j.)
- Pilníkov (város, Trutnovi j.)
- Písařov (község, Šumperki j.)
- Písečná (község, Frýdek-místeki j.)
- Písečná (község, Jeseníki j.)
- Písečná (község, Ústí nad Orlicí-i j.)
- Písečné (község, Jindřichův Hradec-i j.)
- Písečné (község, Žďár nad Sázavou-i j.)
- Písek (község, Frýdek-místeki j.)
- Písek (község, Hradec Králové-i j.)
- Písek (város, Píseki j.)
- Písková Lhota (község, Mladá Boleslav-i j.)
- Písková Lhota (község, Nymburki j.)
- Píšť (község, Opavai j.)
- Píšť (község, Pelhřimovi j.)
- Píšťany (község, Litoměřicei j.)
- Pištín (község, České Budějovice-i j.)
- Pístina (község, Jindřichův Hradec-i j.)
- Písty (község, Nymburki j.)
- Pitín (község, Uherské Hradiště-i j.)
- Pivín (község, Prostějovi j.)
- Pivkovice (község, Strakonicei j.)
- Planá (község, České Budějovice-i j.)
- Planá (város, Tachovi j.)
- Planá nad Lužnicí (város, Tábori j.)
- Plaňany (mezőváros, Kolíni j.)
- Plandry (község, Jihlavai j.)
- Pláně (község, Észak-plzeňi j.)
- Plánice (város, Klatovyi j.)
- Plasy (város, Észak-plzeňi j.)
- Plav (község, České Budějovice-i j.)
- Plaveč (község, Znojmói j.)
- Plavsko (község, Jindřichův Hradec-i j.)
- Plavy (község, Jablonec nad Nisou-i j.)
- Plazy (község, Mladá Boleslav-i j.)
- Plch (község, Pardubicei j.)
- Plchov (község, Kladnói j.)
- Plchovice (község, Ústí nad Orlicí-i j.)
- Plenkovice (község, Znojmói j.)
- Pleše (község, Jindřichův Hradec-i j.)
- Plesná (város, Chebi j.)
- Plešnice (község, Észak-plzeňi j.)
- Pletený Újezd (község, Kladnói j.)
- Plískov (község, Rokycanyi j.)
- Ploskovice (község, Litoměřicei j.)
- Pluhův Žďár (község, Jindřichův Hradec-i j.)
- Plumlov (város, Prostějovi j.)
- Plužná (község, Mladá Boleslav-i j.)
- Plzeň (város, Plzeň városi j.)
- Pnětluky (község, Lounyi j.)
- Pňovany (község, Észak-plzeňi j.)
- Pňovice (község, Olomouci j.)
- Pňov-Předhradí (község, Kolíni j.)
- Poběžovice (város, Domažlicei j.)
- Poběžovice u Holic (község, Pardubicei j.)
- Poběžovice u Přelouče (község, Pardubicei j.)
- Počaply (község, Příbrami j.)
- Počátky (város, Pelhřimovi j.)
- Počedělice (község, Lounyi j.)
- Počenice-Tetětice (község, Kroměříži j.)
- Počepice (község, Příbrami j.)
- Pochvalov (község, Rakovníki j.)
- Pocinovice (község, Domažlicei j.)
- Počítky (község, Žďár nad Sázavou-i j.)
- Podbořanský Rohozec (község, Lounyi j.)
- Podbořany (város, Lounyi j.)
- Podbrdy (község, Berouni j.)
- Podbřezí (község, Rychnov nad Kněžnou-i j.)
- Podbřežice (község, Vyškovi j.)
- Poděbrady (város, Nymburki j.)
- Poděšín (község, Žďár nad Sázavou-i j.)
- Poděvousy (község, Domažlicei j.)
- Podhořany u Ronova (község, Chrudimi j.)
- Podhorní Újezd a Vojice (község, Jičíni j.)
- Podhradí (község, Chebi j.)
- Podhradí (mezőváros, Jičíni j.)
- Podhradí (község, Zlíni j.)
- Podhradí nad Dyjí (község, Znojmói j.)
- Podhradní Lhota (község, Kroměříži j.)
- Podivice (község, Vyškovi j.)
- Podivín (város, Břeclavi j.)
- Podkopná Lhota (község, Zlíni j.)
- Podlesí (község, Příbrami j.)
- Podlesí (község, Ústí nad Orlicí-i j.)
- Podlešín (község, Kladnói j.)
- Podluhy (község, Berouni j.)
- Podmoklany (község, Havlíčkův Brod-i j.)
- Podmokly (község, Klatovyi j.)
- Podmokly (község, Rokycanyi j.)
- Podmoky (község, Havlíčkův Brod-i j.)
- Podmoky (község, Nymburki j.)
- Podmolí (község, Znojmói j.)
- Podmyče (község, Znojmói j.)
- Podolanka (község, Kelet-prágai j.)
- Podolí (község, Brno-vidéki j.)
- Podolí (község, Přerovi j.)
- Podolí (község, Uherské Hradiště-i j.)
- Podolí (község, Vsetíni j.)
- Podolí (község, Žďár nad Sázavou-i j.)
- Podolí I (község, Píseki j.)
- Podomí (község, Vyškovi j.)
- Podsedice (község, Litoměřicei j.)
- Podůlšany (község, Pardubicei j.)
- Podůlší (község, Jičíni j.)
- Podveky (község, Kutná Hora-i j.)
- Pohled (község, Havlíčkův Brod-i j.)
- Pohleď (község, Havlíčkův Brod-i j.)
- Pohledy (község, Svitavyi j.)
- Pohnánec (község, Tábori j.)
- Pohnání (község, Tábori j.)
- Pohořelice (város, Brno-vidéki j.)
- Pohořelice (község, Zlíni j.)
- Pohoří (község, Nyugat-prágai j.)
- Pohoří (község, Rychnov nad Kněžnou-i j.)
- Pohorovice (község, Strakonicei j.)
- Pohorská Ves (község, Český Krumlov-i j.)
- Pojbuky (község, Tábori j.)
- Pokojov (község, Žďár nad Sázavou-i j.)
- Pokojovice (község, Třebíči j.)
- Pokřikov (község, Chrudimi j.)
- Polánka (község, Dél-plzeňi j.)
- Poleň (község, Klatovyi j.)
- Polepy (község, Kolíni j.)
- Polepy (község, Litoměřicei j.)
- Polerady (község, Kelet-prágai j.)
- Polerady (község, Mosti j.)
- Polesí (község, Pelhřimovi j.)
- Polešovice (mezőváros, Uherské Hradiště-i j.)
- Polevsko (község, Česká Lípa-i j.)
- Police (község, Šumperki j.)
- Police (község, Třebíči j.)
- Police (község, Vsetíni j.)
- Police nad Metují (város, Náchodi j.)
- Polička (város, Svitavyi j.)
- Poličná (község, Vsetíni j.)
- Polkovice (község, Přerovi j.)
- Polná (város, Jihlavai j.)
- Polná na Šumavě (község, Český Krumlov-i j.)
- Polní Chrčice (község, Kolíni j.)
- Polní Voděrady (község, Kolíni j.)
- Polnička (község, Žďár nad Sázavou-i j.)
- Polom (község, Přerovi j.)
- Polom (község, Rychnov nad Kněžnou-i j.)
- Polomí (község, Prostějovi j.)
- Polště (község, Jindřichův Hradec-i j.)
- Pomezí (község, Svitavyi j.)
- Pomezí nad Ohří (község, Chebi j.)
- Ponědraž (község, Jindřichův Hradec-i j.)
- Ponědrážka (község, Jindřichův Hradec-i j.)
- Ponětovice (község, Brno-vidéki j.)
- Poniklá (község, Semilyi j.)
- Popelín (község, Jindřichův Hradec-i j.)
- Popice (község, Břeclavi j.)
- Popovice (község, Benešovi j.)
- Popovice (község, Brno-vidéki j.)
- Popovice (község, Uherské Hradiště-i j.)
- Popovičky (község, Kelet-prágai j.)
- Popůvky (község, Brno-vidéki j.)
- Popůvky (község, Třebíči j.)
- Poříčany (község, Kolíni j.)
- Poříčí nad Sázavou (község, Benešovi j.)
- Poříčí u Litomyšle (község, Svitavyi j.)
- Pošná (község, Pelhřimovi j.)
- Postoloprty (város, Lounyi j.)
- Poštovice (község, Kladnói j.)
- Postřekov (község, Domažlicei j.)
- Postřelmov (község, Šumperki j.)
- Postřelmůvek (község, Šumperki j.)
- Postřižín (község, Mělníki j.)
- Postupice (község, Benešovi j.)
- Poteč (község, Zlíni j.)
- Potěhy (község, Kutná Hora-i j.)
- Potštát (város, Přerovi j.)
- Potštejn (község, Rychnov nad Kněžnou-i j.)
- Potůčky (község, Karlovy Vary-i j.)
- Potvorov (község, Észak-plzeňi j.)
- Poustka (község, Chebi j.)
- Pouzdřany (község, Břeclavi j.)
- Povrly (község, Ústí nad Labem-i j.)
- Pozďatín (község, Třebíči j.)
- Pozděchov (község, Vsetíni j.)
- Pozdeň (község, Kladnói j.)
- Pozlovice (mezőváros, Zlíni j.)
- Pozořice (mezőváros, Brno-vidéki j.)
- Prace (község, Brno-vidéki j.)
- Práče (község, Znojmói j.)
- Pracejovice (község, Strakonicei j.)
- Prachatice (város, Prachaticei j.)
- Prachovice (község, Chrudimi j.)
- Prackovice nad Labem (község, Litoměřicei j.)
- Prádlo (község, Dél-plzeňi j.)
- Prága (Praha) (főváros, Prága főváros)
- Prakšice (község, Uherské Hradiště-i j.)
- Prameny (község, Chebi j.)
- Prasek (község, Hradec Králové-i j.)
- Prášily (község, Klatovyi j.)
- Praskačka (község, Hradec Králové-i j.)
- Prasklice (község, Kroměříži j.)
- Praskolesy (község, Berouni j.)
- Přáslavice (község, Olomouci j.)
- Pravčice (község, Kroměříži j.)
- Pravice (község, Znojmói j.)
- Pravlov (község, Brno-vidéki j.)
- Pravonín (község, Benešovi j.)
- Pravy (község, Pardubicei j.)
- Pražmo (község, Frýdek-místeki j.)
- Přeborov (község, Píseki j.)
- Přebuz (város, Sokolovi j.)
- Přechovice (község, Strakonicei j.)
- Přeckov (község, Třebíči j.)
- Předboj (község, Kelet-prágai j.)
- Předenice (község, Dél-plzeňi j.)
- Předhradí (község, Chrudimi j.)
- Předín (község, Třebíči j.)
- Předklášteří (község, Brno-vidéki j.)
- Předměřice nad Jizerou (község, Mladá Boleslav-i j.)
- Předměřice nad Labem (község, Hradec Králové-i j.)
- Předmíř (község, Strakonicei j.)
- Přední Výtoň (község, Český Krumlov-i j.)
- Přední Zborovice (község, Strakonicei j.)
- Předotice (község, Píseki j.)
- Předslav (község, Klatovyi j.)
- Předslavice (község, Strakonicei j.)
- Přehořov (község, Tábori j.)
- Přehvozdí (község, Kolíni j.)
- Přehýšov (község, Észak-plzeňi j.)
- Přelíc (község, Kladnói j.)
- Přelouč (város, Pardubicei j.)
- Přelovice (község, Pardubicei j.)
- Přemyslovice (község, Prostějovi j.)
- Přepeře (község, Mladá Boleslav-i j.)
- Přepeře (község, Semilyi j.)
- Přepychy (község, Pardubicei j.)
- Přepychy (község, Rychnov nad Kněžnou-i j.)
- Přerov (város, Přerovi j.)
- Přerov nad Labem (község, Nymburki j.)
- Přerubenice (község, Rakovníki j.)
- Přeskače (község, Znojmói j.)
- Přešovice (község, Třebíči j.)
- Přestanov (község, Ústí nad Labem-i j.)
- Přestavlky (község, Chrudimi j.)
- Přestavlky (község, Dél-plzeňi j.)
- Přestavlky (község, Litoměřicei j.)
- Přestavlky (község, Přerovi j.)
- Přestavlky u Čerčan (község, Benešovi j.)
- Přeštěnice (község, Píseki j.)
- Přeštice (város, Dél-plzeňi j.)
- Přešťovice (község, Strakonicei j.)
- Převýšov (község, Hradec Králové-i j.)
- Přezletice (község, Kelet-prágai j.)
- Přibice (község, Brno-vidéki j.)
- Příbor (város, Nový Jičín-i j.)
- Příbram (város, Příbrami j.)
- Příbram na Moravě (község, Brno-vidéki j.)
- Příbraz (község, Jindřichův Hradec-i j.)
- Přibyslav (város, Havlíčkův Brod-i j.)
- Přibyslav (község, Náchodi j.)
- Přibyslavice (község, Brno-vidéki j.)
- Přibyslavice (község, Třebíči j.)
- Příchovice (község, Dél-plzeňi j.)
- Příčina (község, Rakovníki j.)
- Příčovy (község, Příbrami j.)
- Přídolí (mezőváros, Český Krumlov-i j.)
- Příkazy (község, Olomouci j.)
- Příkosice (község, Rokycanyi j.)
- Příkrý (község, Semilyi j.)
- Přílepy (község, Kroměříži j.)
- Přílepy (község, Rakovníki j.)
- Příluka (község, Svitavyi j.)
- Přimda (város, Tachovi j.)
- Přísečná (község, Český Krumlov-i j.)
- Příseka (község, Havlíčkův Brod-i j.)
- Přišimasy (község, Kolíni j.)
- Přísnotice (község, Brno-vidéki j.)
- Příšov (község, Észak-plzeňi j.)
- Příšovice (község, Libereci j.)
- Přistoupim (község, Kolíni j.)
- Příštpo (község, Třebíči j.)
- Přítluky (község, Břeclavi j.)
- Přívětice (község, Rokycanyi j.)
- Přívrat (község, Ústí nad Orlicí-i j.)
- Prlov (község, Vsetíni j.)
- Proboštov (község, Teplicei j.)
- Probulov (község, Píseki j.)
- Prodašice (község, Mladá Boleslav-i j.)
- Prokopov (község, Znojmói j.)
- Proruby (község, Rychnov nad Kněžnou-i j.)
- Proseč (város, Chrudimi j.)
- Proseč (község, Pelhřimovi j.)
- Proseč pod Ještědem (község, Libereci j.)
- Proseč pod Křemešníkem (község, Pelhřimovi j.)
- Prosečné (község, Trutnovi j.)
- Prosenice (község, Přerovi j.)
- Prosenická Lhota (község, Příbrami j.)
- Prosetín (község, Chrudimi j.)
- Prosetín (község, Žďár nad Sázavou-i j.)
- Prosíčka (község, Havlíčkův Brod-i j.)
- Prosiměřice (mezőváros, Znojmói j.)
- Prostějov (város, Prostějovi j.)
- Prostějovičky (község, Prostějovi j.)
- Prostiboř (község, Tachovi j.)
- Prostřední Bečva (község, Vsetíni j.)
- Prostřední Poříčí (község, Blanskói j.)
- Protivanov (mezőváros, Prostějovi j.)
- Protivín (város, Píseki j.)
- Provodín (község, Česká Lípa-i j.)
- Provodov (község, Zlíni j.)
- Provodovice (község, Přerovi j.)
- Provodov-Šonov (község, Náchodi j.)
- Prštice (község, Brno-vidéki j.)
- Průhonice (község, Nyugat-prágai j.)
- Prušánky (község, Hodoníni j.)
- Prusice (község, Kelet-prágai j.)
- Prusinovice (község, Kroměříži j.)
- Prusy-Boškůvky (község, Vyškovi j.)
- Prysk (község, Česká Lípa-i j.)
- Pržno (község, Frýdek-místeki j.)
- Pržno (község, Vsetíni j.)
- Pšánky (község, Hradec Králové-i j.)
- Psáře (község, Benešovi j.)
- Psárov (község, Tábori j.)
- Psáry (község, Nyugat-prágai j.)
- Pšov (község, Karlovy Vary-i j.)
- Pšovlky (község, Rakovníki j.)
- Pstruží (község, Frýdek-místeki j.)
- Ptení (község, Prostějovi j.)
- Ptenín (község, Dél-plzeňi j.)
- Ptice (község, Nyugat-prágai j.)
- Ptýrov (község, Mladá Boleslav-i j.)
- Puchlovice (község, Hradec Králové-i j.)
- Puclice (község, Domažlicei j.)
- Pucov (község, Třebíči j.)
- Puklice (község, Jihlavai j.)
- Pulečný (község, Jablonec nad Nisou-i j.)
- Pustá Kamenice (község, Svitavyi j.)
- Pustá Polom (község, Opavai j.)
- Pustá Rybná (község, Svitavyi j.)
- Pustějov (község, Nový Jičín-i j.)
- Pustiměř (község, Vyškovi j.)
- Pustina (község, Ústí nad Orlicí-i j.)
- Pustověty (község, Rakovníki j.)
- Putim (község, Píseki j.)
- Putimov (község, Pelhřimovi j.)
- Pyšel (község, Třebíči j.)
- Pyšely (város, Benešovi j.)

## R
- Rabakov (község, Mladá Boleslav-i j.)
- Rabí (város, Klatovyi j.)
- Rabštejnská Lhota (község, Chrudimi j.)
- Ráby (község, Pardubicei j.)
- Rabyně (község, Benešovi j.)
- Račetice (község, Chomutovi j.)
- Račice (község, Litoměřicei j.)
- Račice (község, Rakovníki j.)
- Račice (község, Třebíči j.)
- Račice (község, Žďár nad Sázavou-i j.)
- Račice nad Trotinou (község, Hradec Králové-i j.)
- Račice-Pístovice (község, Vyškovi j.)
- Račín (község, Žďár nad Sázavou-i j.)
- Račiněves (község, Litoměřicei j.)
- Racková (község, Zlíni j.)
- Rácovice (község, Třebíči j.)
- Radčice (község, Jablonec nad Nisou-i j.)
- Radějov (község, Hodoníni j.)
- Radějovice (község, Kelet-prágai j.)
- Radějovice (község, Strakonicei j.)
- Radenice (község, Žďár nad Sázavou-i j.)
- Radenín (község, Tábori j.)
- Radešín (község, Žďár nad Sázavou-i j.)
- Radešínská Svratka (község, Žďár nad Sázavou-i j.)
- Radětice (község, Příbrami j.)
- Radětice (község, Tábori j.)
- Radhošť (község, Ústí nad Orlicí-i j.)
- Radhostice (község, Prachaticei j.)
- Radíč (község, Příbrami j.)
- Radíkov (község, Přerovi j.)
- Radíkovice (község, Hradec Králové-i j.)
- Radim (község, Jičíni j.)
- Radim (község, Kolíni j.)
- Radiměř (község, Svitavyi j.)
- Radimovice (község, Libereci j.)
- Radimovice u Tábora (község, Tábori j.)
- Radimovice u Želče (község, Tábori j.)
- Radkov (község, Jihlavai j.)
- Radkov (község, Opavai j.)
- Radkov (község, Svitavyi j.)
- Radkov (község, Tábori j.)
- Radkov (község, Žďár nad Sázavou-i j.)
- Radkova Lhota (község, Přerovi j.)
- Radkovice (község, Dél-plzeňi j.)
- Radkovice u Budče (község, Třebíči j.)
- Radkovice u Hrotovic (község, Třebíči j.)
- Radkovy (község, Přerovi j.)
- Rádlo (község, Jablonec nad Nisou-i j.)
- Radnice (város, Rokycanyi j.)
- Radňoves (község, Žďár nad Sázavou-i j.)
- Radňovice (község, Žďár nad Sázavou-i j.)
- Radomyšl (mezőváros, Strakonicei j.)
- Radonice (község, Chomutovi j.)
- Radonice (község, Kelet-prágai j.)
- Radonín (község, Třebíči j.)
- Radošov (község, Třebíči j.)
- Radošovice (község, Benešovi j.)
- Radošovice (község, České Budějovice-i j.)
- Radošovice (község, Strakonicei j.)
- Radostice (község, Brno-vidéki j.)
- Radostín (község, Havlíčkův Brod-i j.)
- Radostín (község, Žďár nad Sázavou-i j.)
- Radostín nad Oslavou (község, Žďár nad Sázavou-i j.)
- Radostná pod Kozákovem (község, Semilyi j.)
- Radostov (község, Hradec Králové-i j.)
- Radotice (község, Třebíči j.)
- Radotín (község, Přerovi j.)
- Radovesice (község, Litoměřicei j.)
- Radovesnice I (község, Kolíni j.)
- Radovesnice II (község, Kolíni j.)
- Radslavice (község, Přerovi j.)
- Radslavice (község, Vyškovi j.)
- Raduň (község, Opavai j.)
- Radvanec (község, Česká Lípa-i j.)
- Radvanice (község, Přerovi j.)
- Radvanice (község, Trutnovi j.)
- Rájec (község, Šumperki j.)
- Rájec-Jestřebí (város, Blanskói j.)
- Ráječko (község, Blanskói j.)
- Rajhrad (város, Brno-vidéki j.)
- Rajhradice (község, Brno-vidéki j.)
- Rajnochovice (község, Kroměříži j.)
- Rakousy (község, Semilyi j.)
- Rakov (község, Přerovi j.)
- Raková (község, Rokycanyi j.)
- Raková u Konice (község, Prostějovi j.)
- Rakovice (község, Píseki j.)
- Rakovník (város, Rakovníki j.)
- Rakůvka (község, Prostějovi j.)
- Rakvice (község, Břeclavi j.)
- Ralsko (város, Česká Lípa-i j.)
- Raná (község, Chrudimi j.)
- Raná (község, Lounyi j.)
- Rančířov (község, Jihlavai j.)
- Rantířov (község, Jihlavai j.)
- Rapotice (község, Třebíči j.)
- Rapotín (község, Šumperki j.)
- Rapšach (község, Jindřichův Hradec-i j.)
- Rašín (község, Jičíni j.)
- Raškovice (község, Frýdek-místeki j.)
- Řásná (község, Jihlavai j.)
- Rasošky (község, Náchodi j.)
- Rašov (község, Brno-vidéki j.)
- Rašovice (község, Kutná Hora-i j.)
- Rašovice (község, Vyškovi j.)
- Raspenava (város, Libereci j.)
- Rataje (község, Benešovi j.)
- Rataje (község, Kroměříži j.)
- Rataje (község, Tábori j.)
- Rataje nad Sázavou (mezőváros, Kutná Hora-i j.)
- Ratboř (község, Kolíni j.)
- Ratenice (község, Kolíni j.)
- Ratiboř (község, Jindřichův Hradec-i j.)
- Ratiboř (község, Vsetíni j.)
- Ratibořské Hory (község, Tábori j.)
- Ratíškovice (község, Hodoníni j.)
- Ratměřice (község, Benešovi j.)
- Ražice (község, Píseki j.)
- Razová (község, Bruntáli j.)
- Rebešovice (község, Brno-vidéki j.)
- Řečany nad Labem (község, Pardubicei j.)
- Řečice (község, Pelhřimovi j.)
- Řečice (község, Žďár nad Sázavou-i j.)
- Řehenice (község, Benešovi j.)
- Řehlovice (község, Ústí nad Labem-i j.)
- Rejchartice (község, Šumperki j.)
- Rejštejn (város, Klatovyi j.)
- Řeka (község, Frýdek-místeki j.)
- Řemíčov (község, Tábori j.)
- Řenče (község, Dél-plzeňi j.)
- Řendějov (község, Kutná Hora-i j.)
- Řepeč (község, Tábori j.)
- Řepice (község, Strakonicei j.)
- Řepín (község, Mělníki j.)
- Řepiště (község, Frýdek-místeki j.)
- Řepníky (község, Ústí nad Orlicí-i j.)
- Řepov (község, Mladá Boleslav-i j.)
- Řeřichy (község, Rakovníki j.)
- Rešice (község, Znojmói j.)
- Řestoky (község, Chrudimi j.)
- Řetová (község, Ústí nad Orlicí-i j.)
- Řetůvka (község, Ústí nad Orlicí-i j.)
- Řevnice (város, Nyugat-prágai j.)
- Řevničov (község, Rakovníki j.)
- Říčany (község, Brno-vidéki j.)
- Říčany (város, Kelet-prágai j.)
- Říčky (község, Brno-vidéki j.)
- Říčky v Orlických horách (község, Rychnov nad Kněžnou-i j.)
- Řícmanice (község, Brno-vidéki j.)
- Řídeč (község, Olomouci j.)
- Řídelov (község, Jihlavai j.)
- Řídký (község, Svitavyi j.)
- Řikonín (község, Brno-vidéki j.)
- Říkov (község, Náchodi j.)
- Říkovice (község, Přerovi j.)
- Římov (község, České Budějovice-i j.)
- Římov (község, Třebíči j.)
- Řimovice (község, Benešovi j.)
- Řípec (község, Tábori j.)
- Řisuty (község, Kladnói j.)
- Řitka (község, Nyugat-prágai j.)
- Řitonice (község, Mladá Boleslav-i j.)
- Roblín (község, Nyugat-prágai j.)
- Rochlov (község, Észak-plzeňi j.)
- Rochov (község, Litoměřicei j.)
- Ročov (mezőváros, Lounyi j.)
- Rodinov (község, Pelhřimovi j.)
- Rodkov (község, Žďár nad Sázavou-i j.)
- Rodná (község, Tábori j.)
- Rodvínov (község, Jindřichův Hradec-i j.)
- Rohatec (község, Hodoníni j.)
- Rohatsko (község, Mladá Boleslav-i j.)
- Rohenice (község, Rychnov nad Kněžnou-i j.)
- Rohle (község, Šumperki j.)
- Rohov (község, Opavai j.)
- Rohovládova Bělá (község, Pardubicei j.)
- Rohozec (község, Brno-vidéki j.)
- Rohozec (község, Kutná Hora-i j.)
- Rohozná (község, Jihlavai j.)
- Rohozná (község, Svitavyi j.)
- Rohoznice (község, Jičíni j.)
- Rohoznice (község, Pardubicei j.)
- Rohy (község, Třebíči j.)
- Rojetín (község, Brno-vidéki j.)
- Rokle (község, Chomutovi j.)
- Rokycany (város, Rokycanyi j.)
- Rokytá (község, Mladá Boleslav-i j.)
- Rokytňany (község, Jičíni j.)
- Rokytnice (község, Přerovi j.)
- Rokytnice (község, Zlíni j.)
- Rokytnice nad Jizerou (város, Semilyi j.)
- Rokytnice nad Rokytnou (mezőváros, Třebíči j.)
- Rokytnice v Orlických horách (város, Rychnov nad Kněžnou-i j.)
- Rokytno (község, Pardubicei j.)
- Rokytovec (község, Mladá Boleslav-i j.)
- Ronov nad Doubravou (város, Chrudimi j.)
- Ropice (község, Frýdek-místeki j.)
- Roprachtice (község, Semilyi j.)
- Roseč (község, Jindřichův Hradec-i j.)
- Rosice (város, Brno-vidéki j.)
- Rosice (község, Chrudimi j.)
- Rosička (község, Jindřichův Hradec-i j.)
- Rosička (község, Žďár nad Sázavou-i j.)
- Rosovice (község, Příbrami j.)
- Roštění (község, Kroměříži j.)
- Rostěnice-Zvonovice (község, Vyškovi j.)
- Roštín (község, Kroměříži j.)
- Rostoklaty (község, Kolíni j.)
- Rotava (város, Sokolovi j.)
- Roubanina (község, Blanskói j.)
- Rouchovany (község, Třebíči j.)
- Roudná (község, Tábori j.)
- Roudné (község, České Budějovice-i j.)
- Roudnice (község, Hradec Králové-i j.)
- Roudnice nad Labem (város, Litoměřicei j.)
- Roudno (község, Bruntáli j.)
- Roupov (község, Dél-plzeňi j.)
- Rousínov (város, Vyškovi j.)
- Rouské (község, Přerovi j.)
- Rousměrov (község, Žďár nad Sázavou-i j.)
- Rovečné (község, Žďár nad Sázavou-i j.)
- Rovensko (község, Šumperki j.)
- Rovensko pod Troskami (város, Semilyi j.)
- Rovná (község, Pelhřimovi j.)
- Rovná (község, Sokolovi j.)
- Rovná (község, Strakonicei j.)
- Rožďalovice (város, Nymburki j.)
- Rozdrojovice (község, Brno-vidéki j.)
- Rozhovice (község, Chrudimi j.)
- Rozhraní (község, Svitavyi j.)
- Rozkoš (község, Znojmói j.)
- Rožmberk nad Vltavou (város, Český Krumlov-i j.)
- Rožmitál na Šumavě (község, Český Krumlov-i j.)
- Rožmitál pod Třemšínem (város, Příbrami j.)
- Rožná (község, Žďár nad Sázavou-i j.)
- Rožnov (község, Náchodi j.)
- Rožnov pod Radhoštěm (város, Vsetíni j.)
- Roztoky (város, Nyugat-prágai j.)
- Roztoky (község, Rakovníki j.)
- Roztoky u Jilemnice (község, Semilyi j.)
- Roztoky u Semil (község, Semilyi j.)
- Rozvadov (község, Tachovi j.)
- Rozseč (község, Jihlavai j.)
- Rozseč (község, Žďár nad Sázavou-i j.)
- Rozseč nad Kunštátem (község, Blanskói j.)
- Rozsíčka (község, Blanskói j.)
- Rozsochatec (község, Havlíčkův Brod-i j.)
- Rozsochy (község, Žďár nad Sázavou-i j.)
- Rozstání (község, Prostějovi j.)
- Rozstání (község, Svitavyi j.)
- Rpety (község, Berouni j.)
- Rtyně nad Bílinou (község, Teplicei j.)
- Rtyně v Podkrkonoší (város, Trutnovi j.)
- Ruda (község, Rakovníki j.)
- Ruda (község, Žďár nad Sázavou-i j.)
- Ruda nad Moravou (község, Šumperki j.)
- Rudice (község, Blanskói j.)
- Rudice (község, Uherské Hradiště-i j.)
- Rudíkov (község, Třebíči j.)
- Rudimov (község, Zlíni j.)
- Rudka (község, Brno-vidéki j.)
- Rudlice (község, Znojmói j.)
- Rudná (város, Nyugat-prágai j.)
- Rudná (község, Svitavyi j.)
- Rudná pod Pradědem (község, Bruntáli j.)
- Rudník (község, Trutnovi j.)
- Rudolec (község, Žďár nad Sázavou-i j.)
- Rudolfov (város, České Budějovice-i j.)
- Rudoltice (község, Ústí nad Orlicí-i j.)
- Rumburk (város, Děčíni j.)
- Ruprechtov (község, Vyškovi j.)
- Rusava (község, Kroměříži j.)
- Rusín (község, Bruntáli j.)
- Rušinov (község, Havlíčkův Brod-i j.)
- Růžďka (község, Vsetíni j.)
- Růžená (község, Jihlavai j.)
- Růžová (község, Děčíni j.)
- Rybí (község, Nový Jičín-i j.)
- Rybitví (község, Pardubicei j.)
- Rybná nad Zdobnicí (község, Rychnov nad Kněžnou-i j.)
- Rybné (község, Jihlavai j.)
- Rybnice (község, Észak-plzeňi j.)
- Rybníček (község, Havlíčkův Brod-i j.)
- Rybníček (község, Vyškovi j.)
- Rybník (község, Domažlicei j.)
- Rybník (község, Ústí nad Orlicí-i j.)
- Rybníky (község, Příbrami j.)
- Rybníky (község, Znojmói j.)
- Rybniště (község, Děčíni j.)
- Rychnov na Moravě (község, Svitavyi j.)
- Rychnov nad Kněžnou (város, Rychnov nad Kněžnou-i j.)
- Rychnov u Jablonce nad Nisou (város, Jablonec nad Nisou-i j.)
- Rychnovek (község, Náchodi j.)
- Rychvald (város, Karvinái j.)
- Ryjice (község, Ústí nad Labem-i j.)
- Rýmařov (város, Bruntáli j.)
- Rymice (község, Kroměříži j.)
- Rynárec (község, Pelhřimovi j.)
- Rynholec (község, Rakovníki j.)
- Rynoltice (község, Libereci j.)
- Ryžoviště (község, Bruntáli j.)